# Pistacia aethiopica
Pistacia aethiopica là một loài thực vật thuộc họ Anacardiaceae. Loài này có ở Ethiopia, Kenya, Somalia, Tanzania, Uganda, và Yemen.